# Szahuré naptemploma
Szahuré naptemploma egyike azon ókori egyiptomi naptemplomoknak, amelyeket Ré napisten tiszteletére emeltek az V. dinasztia idején. Összesen hat ilyen templom létezése alátámasztható régészeti adatokkal; közülük egyedül Uszerkaf, valamint Niuszerré naptemplomának a pontos helye ismert. Szahuré naptemplomának helye napjainkig nem ismert, de valószínűleg Abuszírben, a Niuszerré-piramis közelében állt. Ókori neve, a Szehetré (sḫt-rˁ.w) jelentése: „Ré földje”.

## Említései és leletei

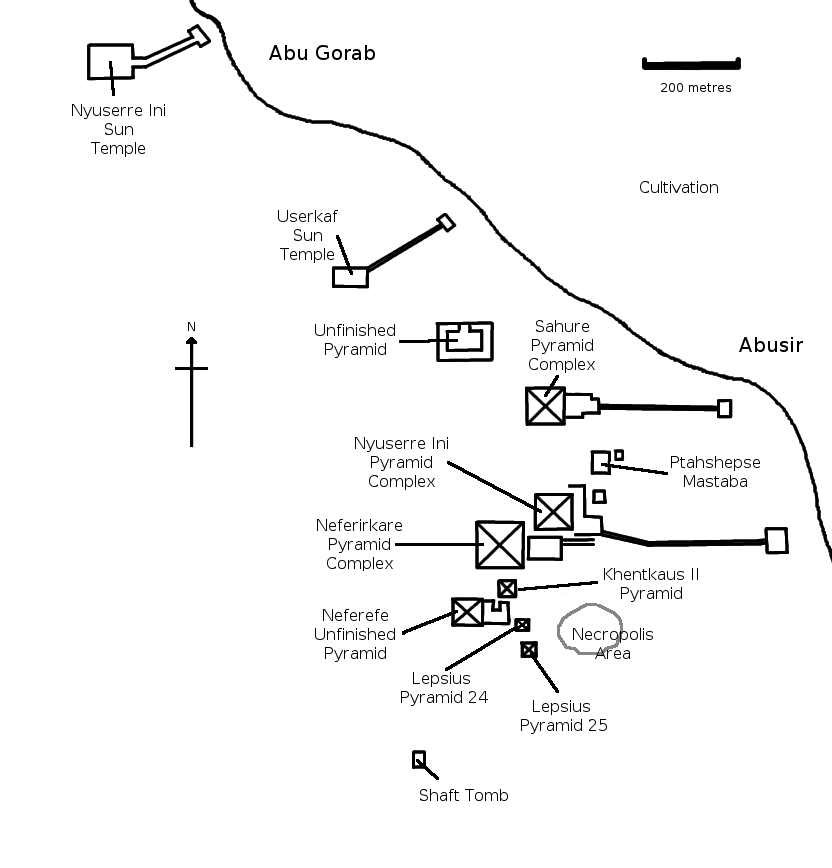
Az abuszíri nekropolisz

A palermói kő alapján ismert, hogy Szahuré már uralkodása elején megkezdte naptemploma építését, és áldozatokkal is ellátta. Ezt leszámítva a templomot egyedül öt pap sírjában említik; korabeli dokumentumokban, például az abuszíri papiruszokban nincs róla szó, ami alapján feltételezhető, hogy az épület befejezetlen maradt.
Ludwig Borchardt a 20. század elején, a Niuszerré-piramis feltárása során a piramiskörzet külső falának déli részébe építve talált olyan kőtömböket, amelyeken Szahuré naptemplomának neve állt. Ennek alapján Werner Kaiser arra a következtetésre jutott, hogy Szahuré naptemploma azon a helyen állhatott, ahová Niuszerré később felépítette piramisát. 1974-ben, egy csehszlovák ásatás során a piramistól északkeletre, az „északi saroképület” néven ismert építmény és Ptahsepszesz pap masztabája között egy vörös gránit obeliszk több töredéke került elő. Az obeliszket egykor réz borította és talán aranyozás is díszítette. Az obeliszk talapzata az a kőtalapzat lehetett, amit Borchardt talált az északi saroképület mellett. Az obeliszk a naptemplomok jellemző része volt, V. dinasztiabeli piramistemplomnál azonban rendkívül szokatlannak számít, így arra utalhat, hogy valóban itt állhatott Szahuré naptemploma.

## Fordítás
Ez a szócikk részben vagy egészben  a   Sonnenheiligtum des Sahure című német Wikipédia-szócikk ezen változatának fordításán alapul.  Az eredeti cikk szerkesztőit annak laptörténete sorolja fel. Ez a jelzés csupán a megfogalmazás eredetét és a szerzői jogokat jelzi, nem szolgál a cikkben szereplő információk forrásmegjelöléseként.